# Pélican thage
Pelecanus thagus
Espèce
Statut CITES
Statut de conservation UICN

 NT  : Quasi menacé
Le Pélican thage (Pelecanus thagus) est une espèce d'oiseaux de la famille des pélicans.

## Répartition
Il vit sur la côte ouest de l'Amérique du Sud, du Pérou au nord du Chili.

## Description
Ce grand oiseau marin dont l'envergure peut atteindre 2,30 m est reconnaissable à son corps volumineux et ses larges ailes au dessous noir (argenté dessus) dont les mouvements lents mais puissants sont caractéristiques lorsqu'il est en vol. La forme de son bec est similaire à celle des autres pélicans. Au repos, le sac gulaire est posé sur le cou. Les adultes ont un plumage entièrement sombre avec une tête et un cou blanc. En plumage nuptial, la ligne blanche du cou est prolongée par une couronne de plumes jaunes au sommet du crâne, la nuque, l'arrière du cou et le haut du poitrail sont bruns. À cette période, le bec se pare de couleurs plus vives : un dégradé allant du jaune à la base au rouge orangé à la pointe surplombe le bleu de la poche. Ces couleurs s'estompent en hiver, la tête devient alors blanchâtre.

## Nidification
La saison de reproduction s'étale de septembre à mars. Ils pondent deux ou trois œufs, qui sont couvés pendant près de cinq semaines. Les oisillons sont élevés pendant trois mois en général.

## Alimentation
Ces pélicans se nourrissent de plusieurs espèces de poissons avec une préférence pour les anchois du Pérou (Engraulis ringens) qu'ils chassent en plongeant comme leur cousin le pélican brun.